# Рене Кърхин
Рене Кърхин (на словенски: Rene Krhin) е словенски професионален футболист, полузащитник.